# Brodeslavy
Brodeslavy (en allemand : Brodeslady, précédemment : Prodeslad) est une commune du district de Plzeň-Nord, dans la région de Plzeň, en République tchèque. Sa population s'élevait à 69 habitants en 2022.

## Géographie
Brodeslavy se trouve à 6 km au sud-est de Kralovice, à 28 km au nord-nord-est de Plzeň et à 65 km à l'ouest-sud-ouest de Prague.
La commune est limitée par Kožlany à l'ouest et au nord, par Černíkovice au nord, par Všehrdy à l'est et par Bohy au sud.

## Histoire
La première mention écrite de la localité date de 1144.

## Galerie

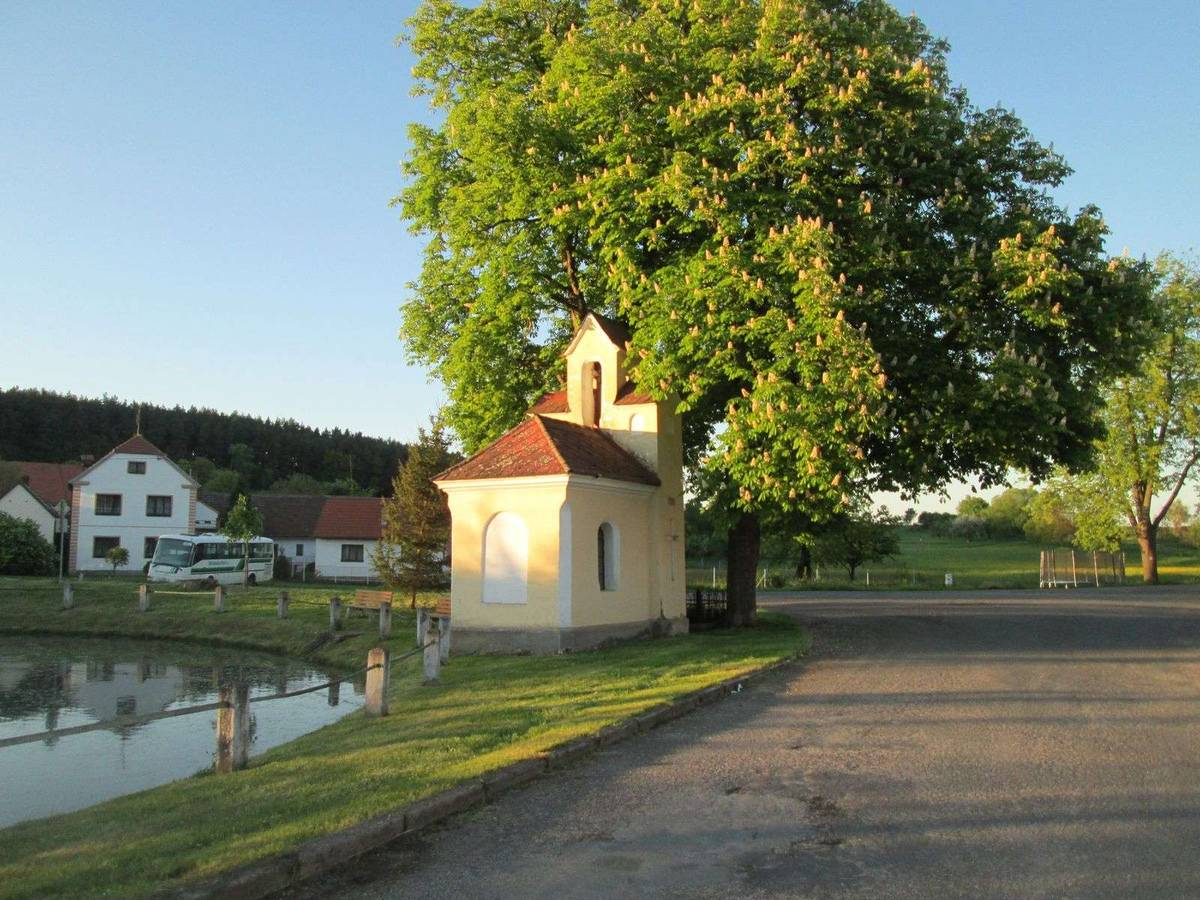
Chapelle Saint-Procope.
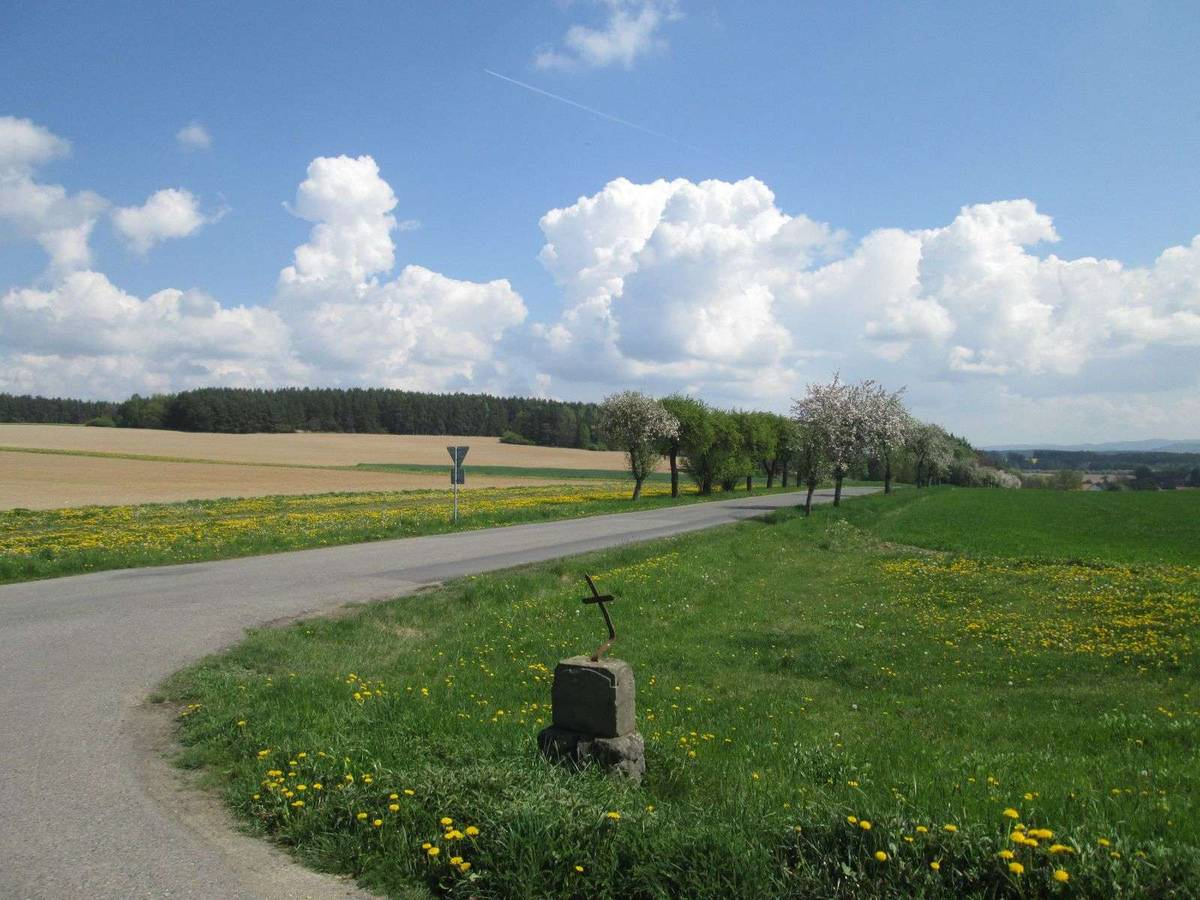
Croix à un carrefour.

## Transports
Par la route, Brodeslavy se trouve à 7 km de Kralovice, à 34 km de Plzeň et à 85 km de Prague. 